# 基督教堂 (斯皮特尔菲尔兹)
基督教堂（英語：Christ Church）是位於英國倫敦塔村區斯皮特尔菲尔兹的一座聖公會教堂，修建於1714年至1729年，設計者是尼可拉斯·霍克斯穆爾。這座教堂是首批委員會教堂之一。教堂內的管風琴於1735年開始製作。1960年，由於教堂屋頂有安全隱患，基督教堂幾乎被廢棄。1976年，有組織開始籌集資金修復教堂。2004年，教堂完成了修復。

## 外部連結

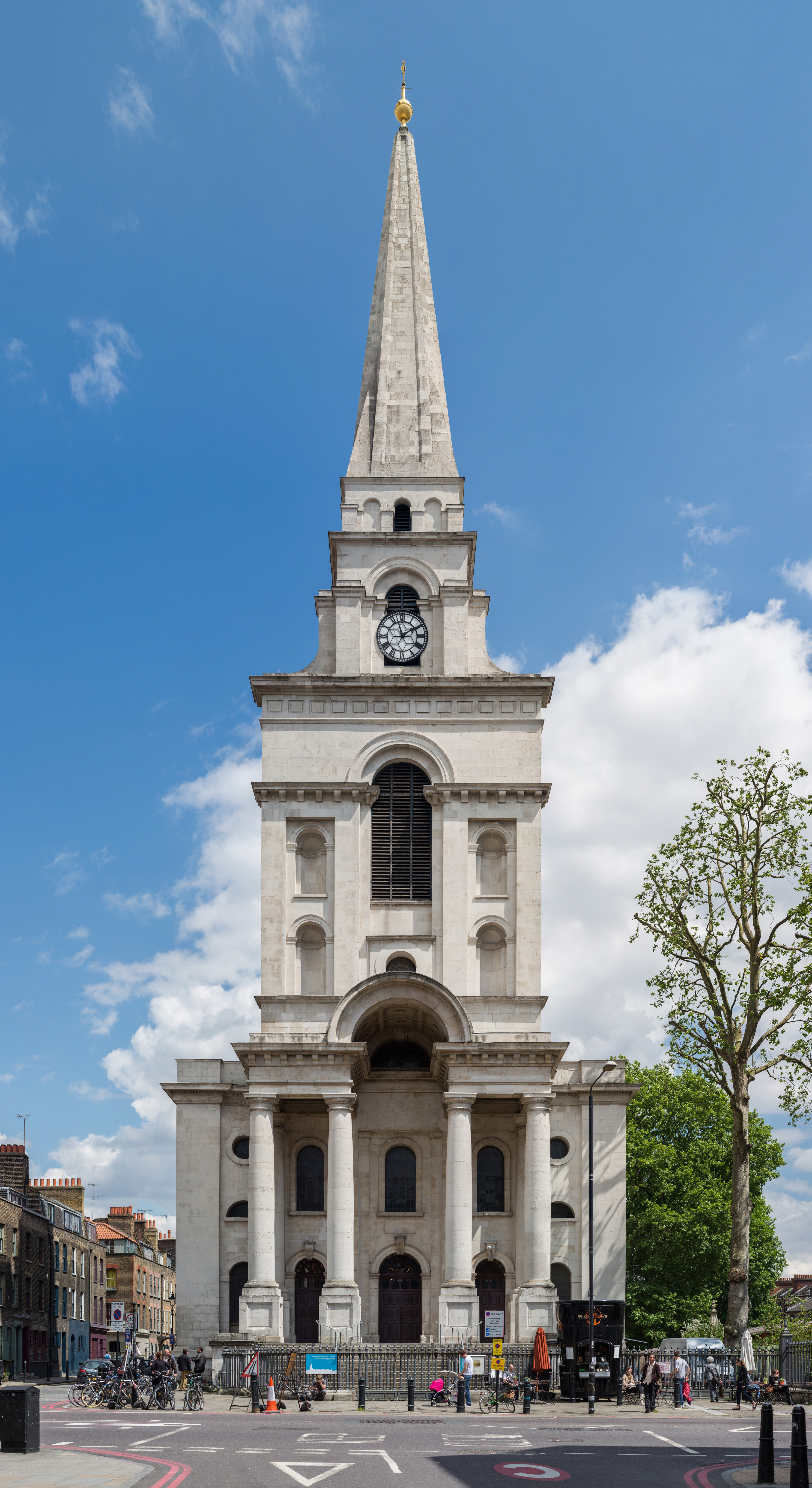
基督教堂

- Christ Church at the Survey of London
  - Historical account （页面存档备份，存于）
  - Architectural description （页面存档备份，存于）
- Christ Church Spitalfields homepage （页面存档备份，存于）
- Great Buildings – Christ Church （页面存档备份，存于）
- . spitalfieldslife.com. 18 February 2012  [2018-02-08]. （原始内容存档于2017-06-29）.